# Isernia (stad)
Isernia is een stad in de Zuid-Italiaanse regio Molise en hoofdstad van de gelijknamige provincie. Deze plaats in Zuid-Italië werd al zo'n 700.000 jaar geleden bewoond, en daar werd vuur gebruikt. De Romeinen stichtten hier in 263 voor Christus een kolonie. Na de val van het Romeinse Rijk wordt de stad in de 4de eeuw door de barbaren verwoest. In de middeleeuwen herbloeit de stad onder het bewind van Alfons V van Aragón.
In het tweede millennium wordt de stad vier keer door aardbevingen verwoest. In 1943 wordt Isernia door geallieerde bombardementen van de aardbodem geveegd met een zeer groot aantal slachtoffers als gevolg. Op 3 maart 1970 scheidt Isernia zich af van de provincie Campobasso en wordt hoofdstad van de gelijknamige provincie.

## Geboren
- Paus Celestinus V (1215-1296), geboren als Pietro del Morrone
- Roberto Farinacci (1892-1945), politicus en journalist
- Davide Appollonio (1989), wielrenner

## Impressie

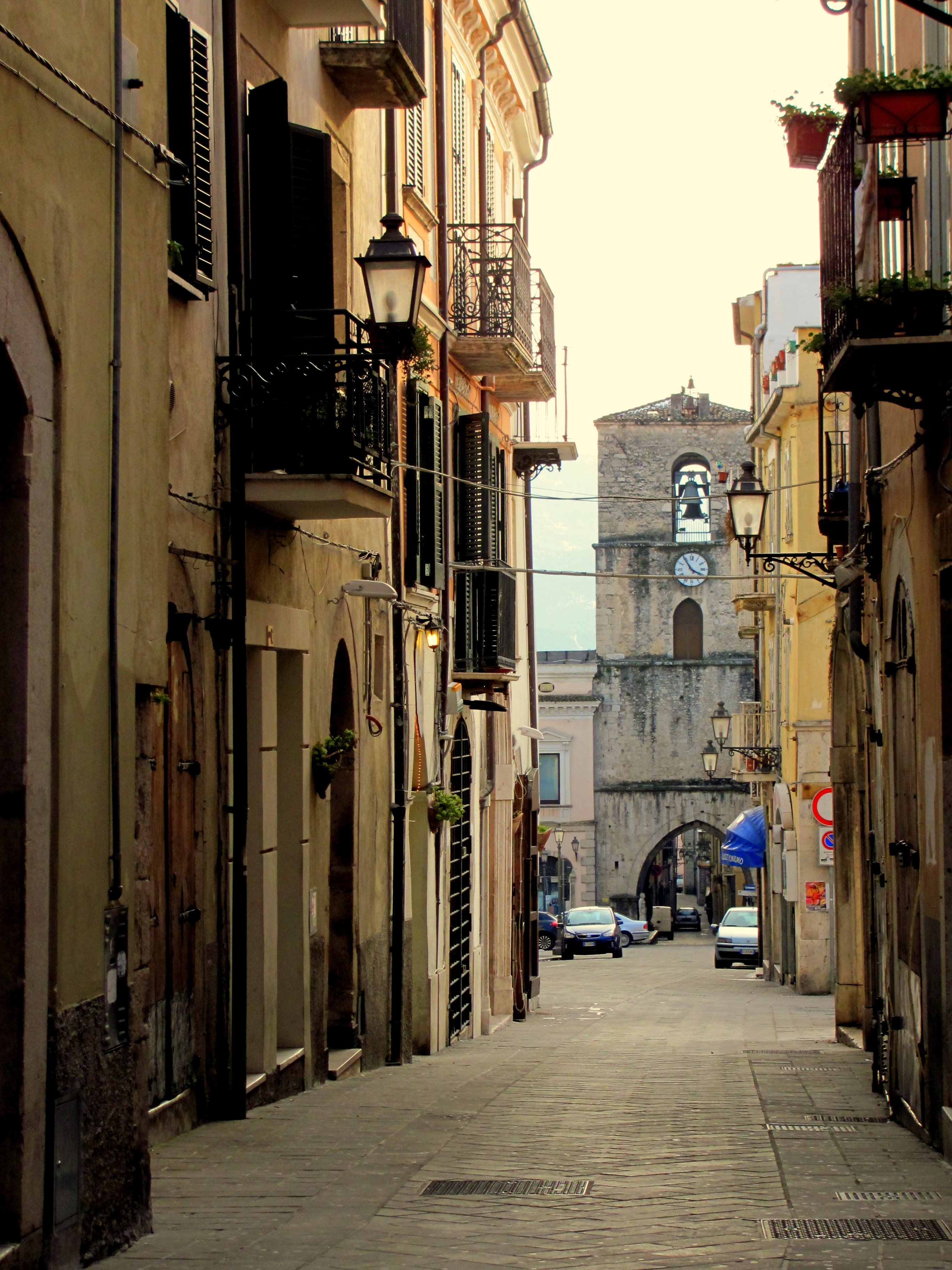
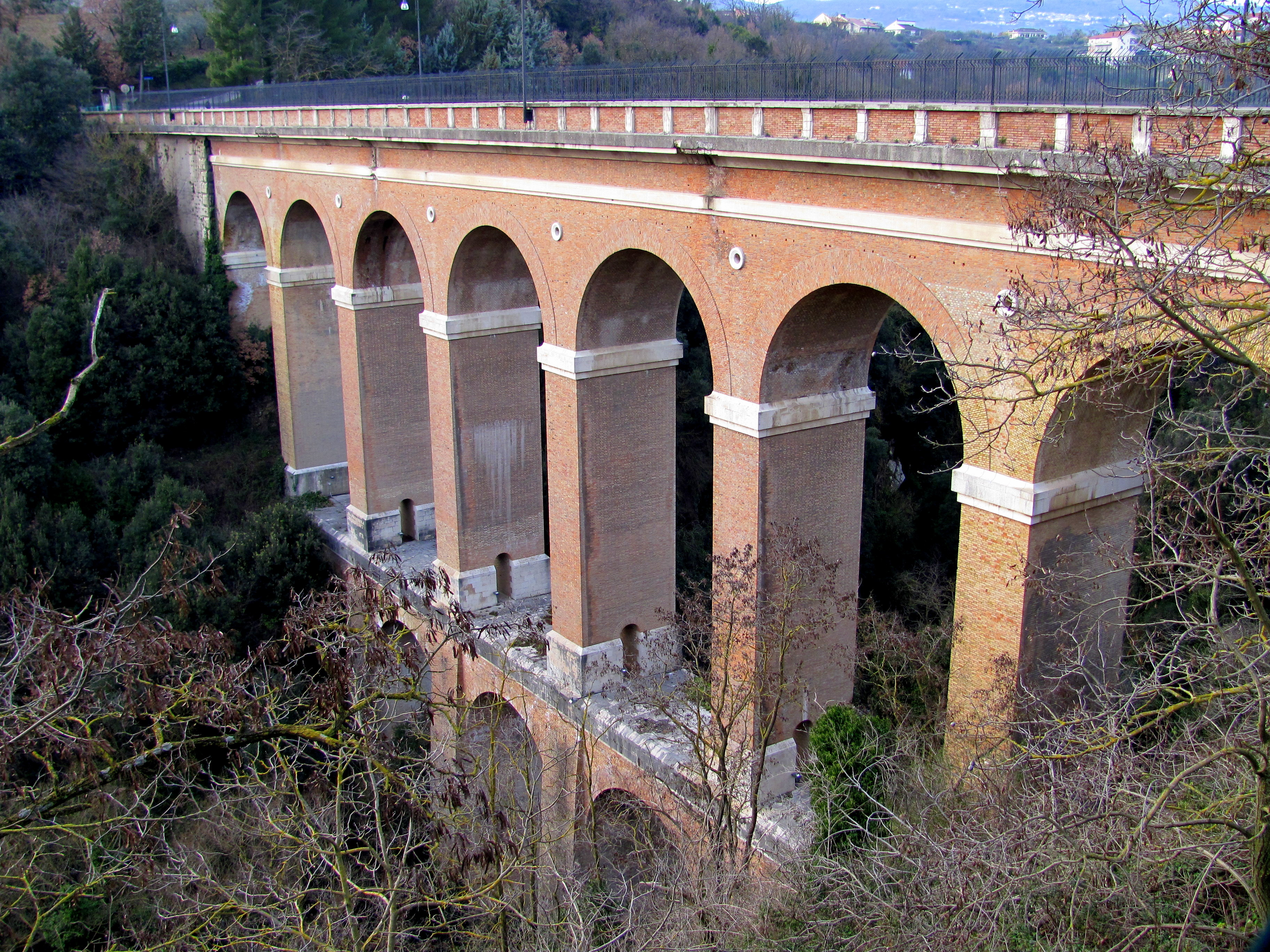
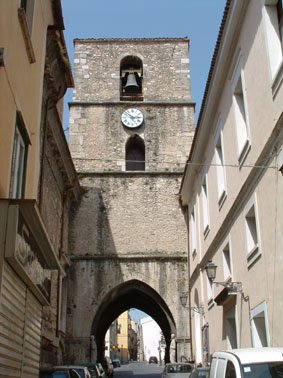
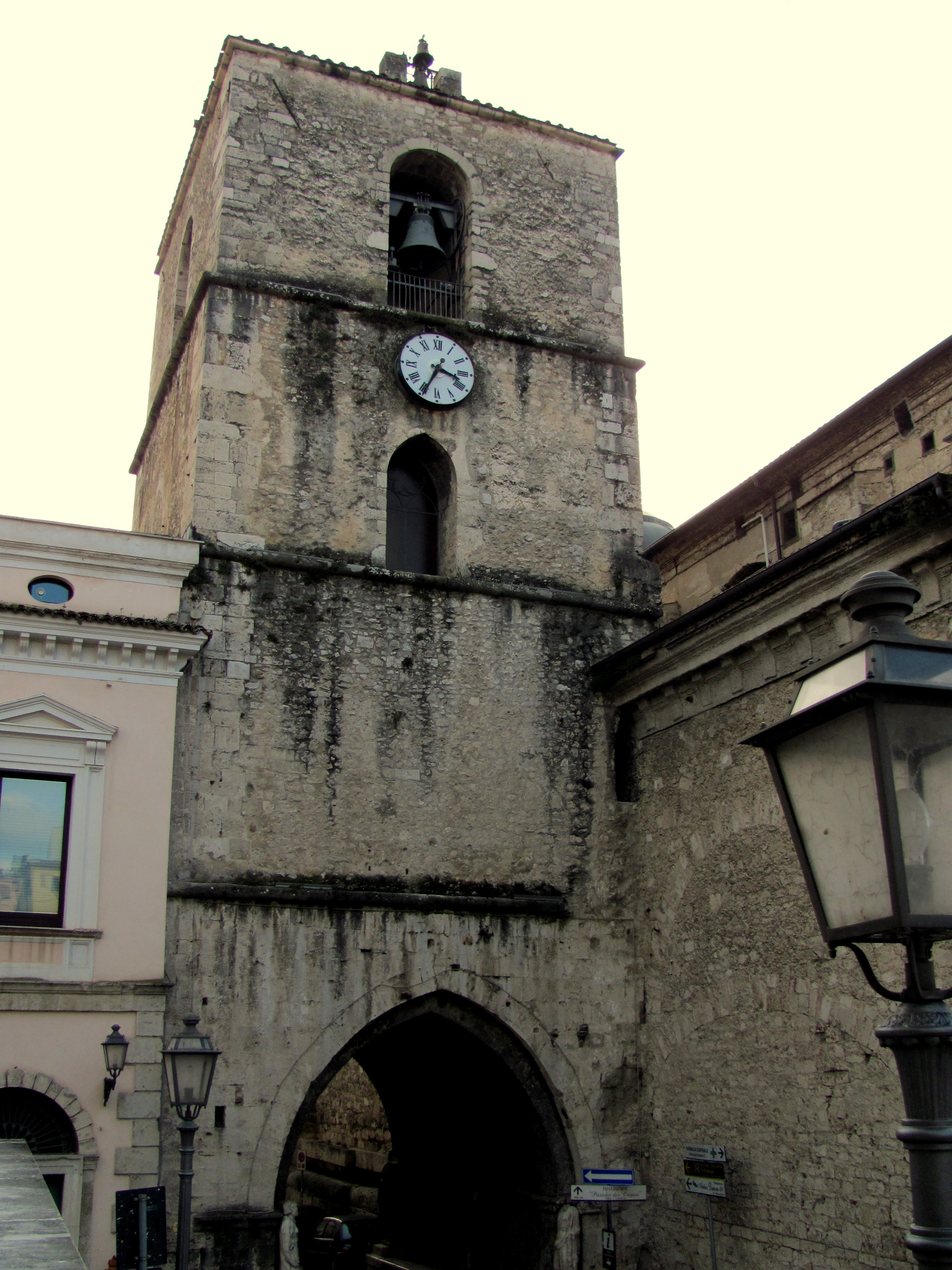
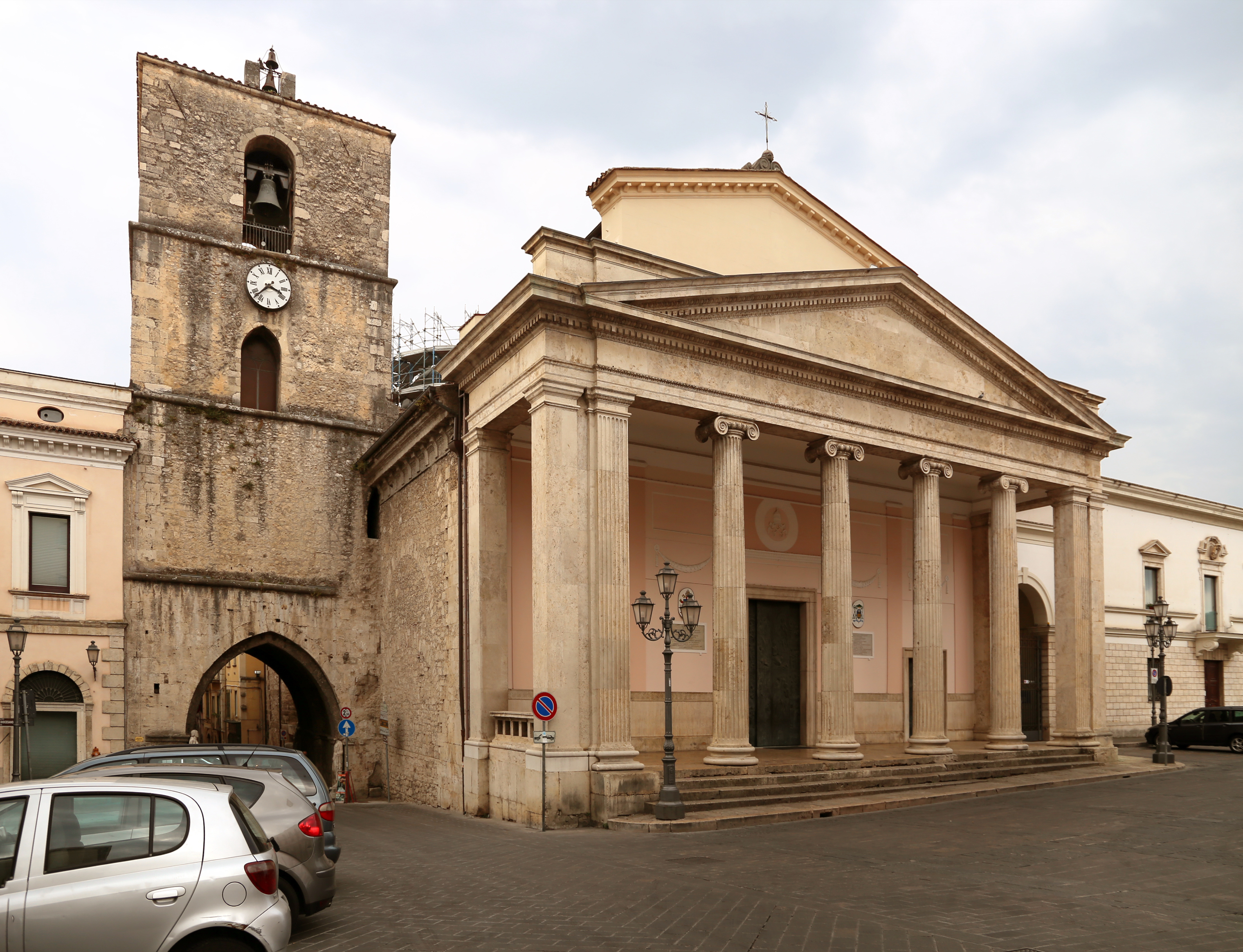
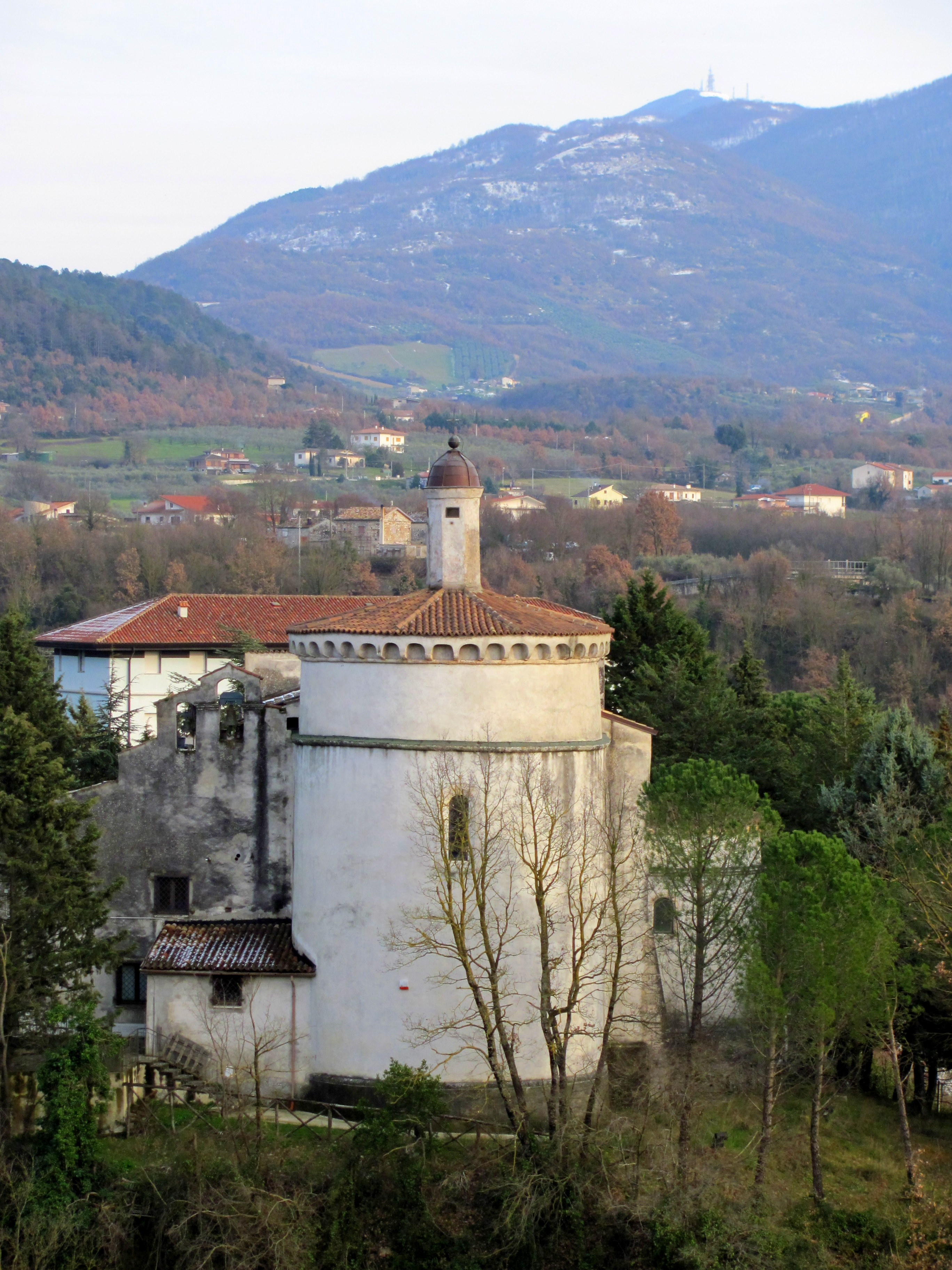
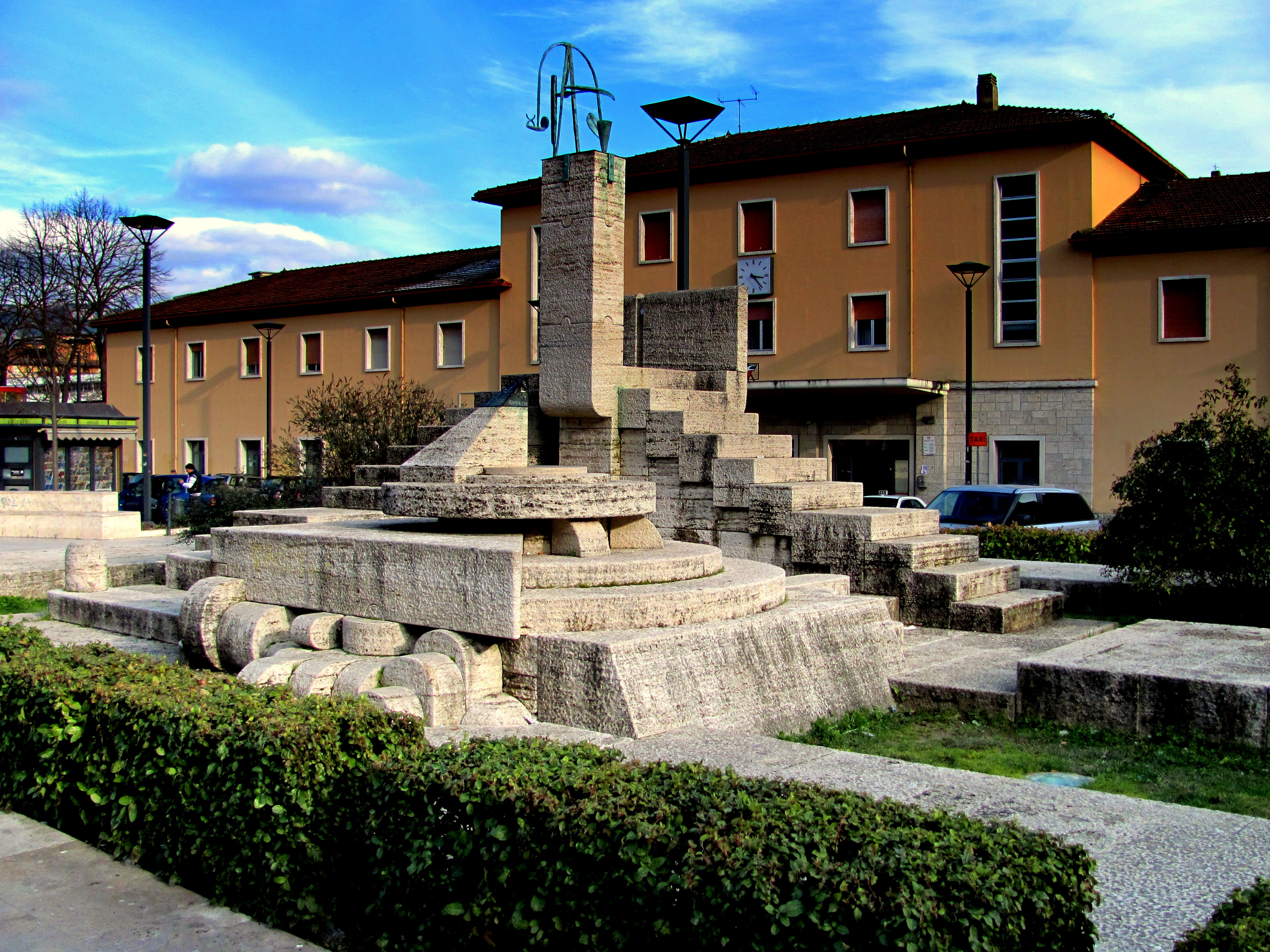